# Oded Eran

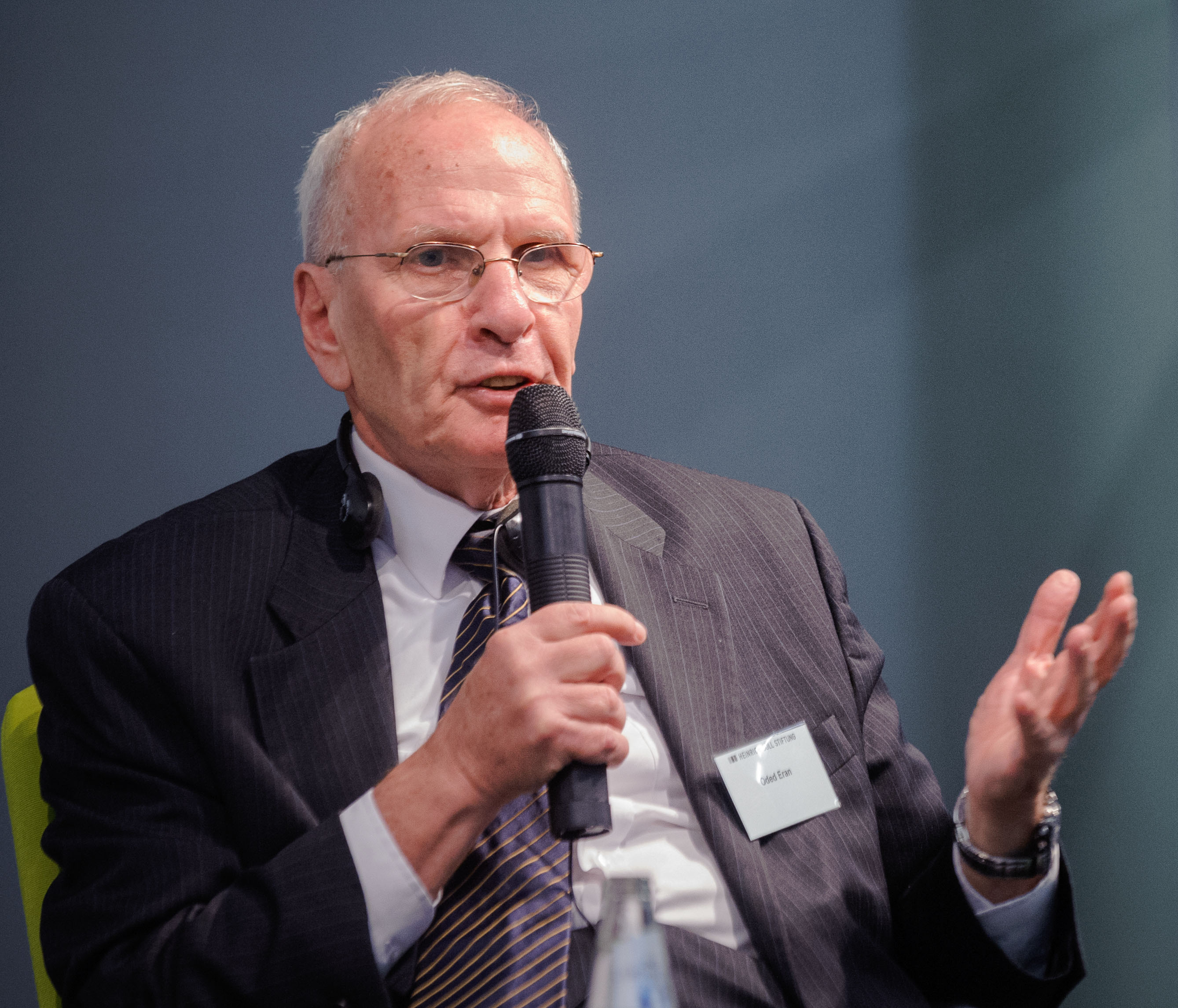
Oded Eran, 2012

Oded Eran (hebräisch עודד ערן; * 1941; † 7. September 2023) war ein israelischer Diplomat und ab Juli 2008 Direktor des Institute for National Security Studies in Tel Aviv.
Während seiner mehr als 30-jährigen diplomatischen Karriere war Eran unter anderem von 1997 bis 2000 israelischer Botschafter in Jordanien sowie von 2002 bis 2007 israelischer Botschafter bei der Europäischen Union und der NATO.
Des Weiteren war er Repräsentant des Jüdischen Weltkongresses in Israel und Generalsekretär von dessen israelischer Zweigstelle.
Eran hatte einen Ph.D. in Politikwissenschaft der London School of Economics.
Er starb am 7. September 2023 im Alter von 82 Jahren.